# Gniazdo (film 1974)
Gniazdo − polski, historyczny film fabularny z 1974 roku, wyreżyserowany przez Jana Rybkowskiego.

## Realizacja
Film kręcono w unikalnej scenerii, w pobliżu pozostałości wczesnośredniowiecznego grodu pruskiego znajdującego się na Wielkiej Żuławie, leżącej w granicach administracyjnych Iławy, w wąwozach w okolicach wsi Słupia Nadbrzeżna i nad brzegiem Bałtyku.
Na potrzeby scenariusza wybudowano na wyspie gród drewniany wraz z podgrodziem oraz mostem prowadzącym na wyspę. Budowle te zostały rozebrane kilka lat po realizacji Gniazda i istnieją dziś już tylko w filmie.
Konsultantami podczas pracy nad obrazem byli dwaj wybitni naukowcy polscy: mediewista prof. Aleksander Gieysztor oraz historyk wojskowości prof. Andrzej Nadolski.
W czasie kręcenia filmu 5 października 1973 miał miejsce tragiczny wypadek, w którym zginął znany aktor Mieczysław Stoor. Przebywając na planie w swoim lokum, uległ zaczadzeniu podczas snu. Nakręcone z jego udziałem sceny nie weszły w skład filmu, rolę przejął inny aktor.

## Fabuła
Osią akcji filmu jest rok 972 − od tej daty następują liczne retrospekcje. Nocą przed mającą nazajutrz nastąpić bitwą pod Cedynią książę Mieszko I wspomina drogę do zdobycia władzy i panowanie naznaczone wysiłkiem w budowaniu zrębów państwa polskiego.
Film kończy się scenami bitwy, w której wojska dowodzone przez Mieszka pokonują siły margrabiego Hodona.
Gniazdo jest filmem o Mieszku I, w dziejach księcia Polan odbija się jednak kluczowy moment historyczny − kształtowanie się państwa z plemienia ukrytego wśród niedostępnych moczarów i bagien oraz jego wejście na arenę międzynarodową. Otwarcie na Zachód zostało przedstawione jako historyczna konieczność. W przyjęciu chrześcijaństwa i walce z pogaństwem widzi filmowy Mieszko jedyny sposób na uniknięcie podboju przez Niemców, na przetrwanie i budowanie potęgi. „Obrócę kraj w drugą stronę, jak obraca się wóz na drodze” − mówi młody władca, obejmując rządy po śmierci ojca Ziemomysła.
Film ukazuje Mieszka jako człowieka światłego, myślącego perspektywicznie i zdecydowanego w działaniu, choć także bezwzględnego w walce o władzę. Książę jest ambitny, planuje rozszerzenie swej „dziedziny” i wielokrotnie powiększa terytorium władania. Nie cofa się przed sprzeniewierzeniem poglądom i decyzjom konserwatywnego ojca ani przed skonfliktowaniem z opozycją na dworze. Umiejętnie porusza się w świecie ówczesnej polityki międzynarodowej, zjednując sobie przychylność cesarza Ottona I (w imię nowej wiary wspólnie zwalczają słowiańskie plemię Wieletów), a poprzez małżeństwo z Dobrawą zyskuje sojusznika w jej ojcu, księciu czeskim Bolesławie Okrutnym.
W scenie finałowej Mieszko I daruje życie i wolność pokonanemu Hodonowi, by ten wrócił w swe strony i zaświadczał o zwycięstwie oraz potędze Polan.

## Obsada
- Wojciech Pszoniak − książę Mieszko I
- Wanda Neumann − księżna Dobrawa
- Marek Bargiełowski − Czcibor, brat Mieszka
- Bolesław Płotnicki − Ziemiomysł, ojciec Mieszka
- Henryk Bąk − książę czeski Bolesław I Okrutny, ojciec Dobrawy
- Edmund Fetting − brat Krystian, syn Bolesława Okrutnego
- Czesław Wołłejko − cesarz Otton I Wielki
- Franciszek Pieczka − Mrokota
- Kazimierz Wichniarz − Dźwigor
- Iga Mayr − wiedźma
- Andrzej Szalawski − Odolan, wuj Mieszka
- Włodzimierz Maciudziński − Świętopełk, brat Mieszka
- Janusz Bylczyński − margrabia Hodon
- Leonard Pietraszak − Zygfryd, rycerz Hodona
- Ryszard Ronczewski − kupiec arabski
- Lech Grzmociński − Bronisz
- Lech Ordon − Radost
- Ryszard Pietruski − Derwan
- Tadeusz Białoszczyński − margrabia Geron
- Aleksander Gąssowski − ustępujący przewodniczący rady starszych
- Aleksander Fogiel − uczestnik chrztu Mieszka
- August Kowalczyk − dostojnik na dworze czeskim
- Feliks Żukowski − arcybiskup
- Jerzy Braszka − woj Czcibora
- Krzysztof Kowalewski − Bolesław, syn Bolesława I Okrutnego
- Wirgiliusz Gryń − Żegota
- Bernard Michalski − woj Mieszka